# Nikolaj Sokolov (siepista)
Nikolaj Nikolaevič Sokolov (in russo Никола́й Никола́евич Соколов?; Vasyunino, 28 agosto 1930 – 2009) è stato un siepista sovietico, vincitore della medaglia d'argento ai Giochi olimpici di Roma 1960.

## Palmarès
| Anno | Manifestazione  | Sede | Evento       | Risultato | Prestazione | Note |
| ---- | --------------- | ---- | ------------ | --------- | ----------- | ---- |
| 1960 | Giochi olimpici | Roma | 3000 m siepi | Argento   | 8'36"4      |      |